# Утрехтская высшая школа искусств
Утрехтская высшая школа искусств (нидерл. Hogeschool voor de Kunsten Utrecht, HKU) — учебное заведение, готовящее специалистов искусства разных видов и направлений. HKU, в котором обучается почти 4400 студентов, находится в городе Утрехте (центральные Нидерланды) и является не только крупнейшим колледжем искусств в Нидерландах, но и одним из крупнейших учебных заведений подобного рода в Европе.

## История
Утрехтская высшая школа искусств (Hogeschool voor de Kunsten Utrecht, сокращённо HKU) возникла на рубеже XIX—XX веков путём последовательного объединения нескольких существовавших ранее организаций. В 1938 году Утрехтская консерватория, учреждённая в 1875 году, была соединена с организацией «Artibus», а в 1953-м — со школой «Карильон» в Амерсфорте. В 1984 году состоялось слияние Академии художеств Утрехта с Академией художеств Амерсфорта. Двумя годами позже к консорциуму присоединились академия «Экспресси», Академия изящных искусств в Утрехте, Нидерландский институт церковной музыки, Утрехтская академия пластических и речевых искусств и местный Фонд поощрения художественного образования.
К концу XX века Высшая школа искусств в Утрехте стала самым крупным художественным институтом в Нидерландах и одним из самых больших в странах Западной Европы. В ней учится более 4 000 студентов по пятидесяти направлениям.
Основные направления школы:
- Школа изящных искусств;

- Школа дизайна;

- Школа средств массовой информации;

- Школа игровых взаимодействий;

- Консерватория;

- Школа музыкальных технологий;

- Школа экономики искусства.

Студенты получают возможность изучать фотографию, графический дизайн, иллюстрацию, анимацию, аудиовизуальные искусства, управление и менеджмент в сфере изобразительных искусств и дизайна, изящные искусства, дизайн одежды и продуктов, театрально-декорационное искусство, актёрское мастерство, сценографию, арт-педагогику, музыкальное исполнительское искусство, музыковедение и многое другое. Часть курсов читается по-нидерландски, часть — по-английски. Учреждение сотрудничает с Утрехтским университетом, Открытым университетом в Великобритании.